# Tellimya tenella
Tellimya tenella ist eine Muschelart aus der Familie der Linsenmuscheln (Montacutidae). Sie lebt kommensal mit dem spatangiden Seeigel Brissopsis lyrifera. 

## Merkmale
Das gleichklappige, mäßig geblähte Gehäuse ist im Umriss schief-gerundet rechteckig. Es wird bis sechs Millimeter lang. Das Länge-/Höhe-Verhältnis liegt bei etwa 1,5. Die Gehäuse sind ungleichseitig, die Wirbel liegen deutlich hinter der Mittellinie, etwa ein Drittel der Gehäuselänge vom Hinterende entfernt. Es ist zum mittleren Teil des Vorderendes hin deutlich verlängert. Der vordere Dorsalrand ist konvex gebogen, fällt nicht ab und geht ohne Knick in den Vorderrand, und dieser in der Ventralrand über. Der hintere Dorsalrand ist konvex gekrümmt, fällt aber stark zum gerundeten Hinterende hin ab. Der Ventralrand ist weit konvex gekrümmt. 
Das Ligament liegt zum größeren Teil intern in einer flachen Vertiefung hinter den Wirbeln. Der Winkel zwischen hinterem Dorsalrand und Ligamentgrube beträgt wenigstens 90°. In der linken Klappe ist ein sehr kleiner lamellenartiger Lateralzahn vor den Wirbeln vorhanden. In der rechten Klappe ist eine entsprechende Grube vorhanden. Die Mantellinie ist vollständig.
Die weißliche Schale ist dünn. Die Oberfläche ist fast glatt mit feinen randparallelen Linien und gröberen Linien, die durch Wachstumsunterbrechungen entstanden sind. Außerdem sind sehr feine radiale Linien häufig vorhanden. Der Innenrand des Gehäuses ist glatt. Das Periostracum ist ein dünner glänzender Überzug. Oft haben die Wirbel einen rostfarbenen Überzug.

## Geographische Verbreitung und Lebensraum
Das Verbreitungsgebiet der Art erstreckt sich von Nordnorwegen bis ins Mittelmeer. Sie wurde auch von der niederländischen Nordseeküste nachgewiesen.
Tellimya tenella (Loven, 1846) lebt kommensal mit dem Seeigel Brissopsis lyrifera (Forbes, 1841). Die Tiere sind protandrische Zwitter. Sie sind ab einer Größe von 1,8 bis 2,4 mm Männchen. Bereits ab 2,3 mm Gehäuselänge beginnt sich das Geschlecht umzuwandeln. Danach sind sie nur noch Weibchen. Die Reproduktion findet nur im Sommer statt. Die dotterreichen Eier werden in der Mantelhöhle zurückgehalten und entwickeln sich zu Veliger-Larven. Sie werden mit einer Gehäuselänge von 240 µm aus der Mantelhöhle entlassen. Die Veliger-Larven bleiben im Plankton bis zu einer Größe von 450 µm.

## Taxonomie
Das Taxon wurde von Sven Lovén 1847 als Montacuta tenella aufgestellt. Nach MolluscaBase wird sie heute zur Gattung Tellimya Brown, 1927 gestellt. Die Art ist quasi die Typusart der Gattung Decipula Friele, 1875, da die formale Typusart Decipula ovata Friele, 1875 ein jüngeres Synonym von Montacuta tenella Lovén, 1846 ist.

## Belege

### Online
- Marine Bivalve Shells of the British Isles: Tellimya tenella (Lovén, 1847) (Website des National Museum Wales, Department of Natural Sciences, Cardiff)